# ميخائيل إنجل
ميخائيل إنجل (بالإنجليزية: Michael S. Engel)‏ (و. 1971 – م) هو إحاثي، وعالم حيواني، وعالم، وأستاذ جامعي، وعالم حشرات، من الولايات المتحدة الأمريكية، ولد في كريف كوير، ميزوري.

## التعليم
تعلم في جامعة كانساس، وجامعة كورنيل، وNew York State College of Agriculture and Life Sciences at Cornell University ‏.

## مناصب وهيئات
أدار جامعة كانساس.

## جوائز
حصل على جوائز منها:
- زمالة غوغنهايم.